# Chronologie du Nouveau-Brunswick
La Chronologie du Nouveau-Brunswick est un article sur les événements de l'histoire de la colonie puis de la province canadienne depuis 1867.

## Événements marquants de l'histoire du Nouveau-Brunswick

### XVIIIesiècle
- 16 août 1784 : création de la province du Nouveau-Brunswick

### XIXesiècle
- 1er au 9 septembre 1864 : Conférence de Charlottetown, sur l'Île-du-Prince-Édouard rassemblant les représentants des colonies de l'Amérique du Nord britannique pour discuter de la confédération canadienne.
- 1er juillet 1867 : le Nouveau-Brunswick est l'une des quatre provinces fondatrices du Dominion du Canada, avec l'Ontario et le Québec (anciennement Province du Canada ou Canada-Uni), et la Nouvelle-Écosse.

### XXesiècle
- 1969 : Adoption de la Loi sur les langues officielles.